# Olympische Sommerspiele 2008/Teilnehmer (Niederlande)
| Gelbes Symbol für Goldmedaillen mit stilisierten Olympischen Ringen | Graues Symbol für Silbermedaillen mit stilisierten Olympischen Ringen | Braundes Symbol für Bronzemedaillen mit stilisierten Olympischen Ringen |
| ------------------------------------------------------------------- | --------------------------------------------------------------------- | ----------------------------------------------------------------------- |
| 7                                                                   | 5                                                                     | 4                                                                       |

Die Niederlande waren mit ihrer Teilnahme an den Olympischen Sommerspielen 2008 in Peking insgesamt zum 24. Mal bei Olympischen Spielen vertreten. Die erste Teilnahme war 1900. 245 Athleten traten in 20 verschiedenen Sportarten an. Fahnenträger der Eröffnungsfeier war Jeroen Delmee.

## Medaillen

### Gold
| Name | Sport      | Kategorie                              |
| --- | ---------- | -------------------------------------- |
| Inge Dekker Ranomi Kromowidjojo Femke Heemskerk Marleen Veldhuis Vorlauf: Hinkelien Schreuder Manon van Rooijen | Schwimmen  | 4 × 100 Meter Freistil Staffel         |
| Kirsten van der Kolk Marit van Eupen | Rudern     | Leichtgewichts-Doppelzweier der Frauen |
| Marianne Vos | Radsport   | Bahn Punkterennen der Frauen           |
| Anky van Grunsven | Reiten     | Dressur                                |
| Maarten van der Weijden | Schwimmen  | Männer Marathon 10 Kilometer           |
| Iefke van Belkum Gillian van den Berg Daniëlle de Bruijn Mieke Cabout Rianne Guichelaar Biurakn Hakhverdian Marieke van den Ham Noeki Klein Simone Koot Ilse van der Meijden Meike de Nooy Alette Sijbring Yasemin Smit                                | Wasserball | Frauen Team                            |
| Marilyn Agliotti Naomi van As Minke Booij Wieke Dijkstra Miek van Geenhuizen Maartje Goderie Eva de Goede Ellen Hoog Fatima Moreira de Melo Eefke Mulder Maartje Paumen Sophie Polkamp Lisanne de Roever Janneke Schopman Minke Smabers Lidewij Welten | Hockey     | Damen Team                             |

### Silber
| Name | Sport  | Kategorie           |
| --- | ------ | ------------------- |
| Deborah Gravenstijn | Judo   | Frauen bis 57 kg    |
| Anky van Grunsven Imke Schellekens Hans Peter Minderhoud                                                                                               | Reiten | Dressur Teamwertung |
| Femke Dekker Marlies Smulders Nienke Kingma Roline Repelaer van Driel Annemarieke van Rumpt Helen Tanger Sarah Siegelaar Annemiek de Haan Ester Workel | Rudern | Achter der Frauen   |
| Mandy Mulder Annemieke Bes Merel Witteveen | Segeln | Yngling             |
| Marcelien de Koning Lobke Berkhout | Segeln | 470er der Frauen    |

### Bronze
| Name                   | Sport | Kategorie         |
| ---------------------- | ----- | ----------------- |
| Ruben Houkes           | Judo  | Männer bis 60 kg  |
| Elisabeth Willeboordse | Judo  | Frauen bis 63 kg  |
| Henk Grol              | Judo  | Männer bis 100 kg |
| Edith Bosch            | Judo  | Frauen bis 70 kg  |

## Fechten
- Indra Angad-Gaur
Damen, Florett
- Bas Verwijlen
Herren, Degen

## Fußball
Männer
- Tor
1 Piet Velthuizen
18 Kenneth Vermeer
- Abwehr
2 Gianni Zuiverloon
3 Dirk Marcellis
4 Kew Jaliens
5 Erik Pieters
6 Kees Luijckx
13 Calvin Jong-a-Pin
- Mittelfeld
7 Jonathan de Guzmán
8 Urby Emanuelson
12 Hedwiges Maduro
15 Royston Drenthe
17 Otman Bakkal
- Sturm
9 Roy Makaay
10 Gerald Sibon
11 Ryan Babel
14 Evander Sno
16 Roy Beerens
- Trainer
Foppe de Haan
- Ergebnisse
Vorrunde
 Nigeria: 0:0
 Vereinigte Staaten: 2:2
 Japan: 1:0
Viertelfinale
 Argentinien: 1:2

## Hockey
Männer
- Tor
Jaap Stockmann
Guus Vogels
- Abwehr
Taeke Taekema
Geert-Jan Derikx
Robert van der Horst
Sander van der Weide
Thomas Boerma
- Mittelfeld
Jeroen Delmee
Teun de Nooijer
Laurence Docherty
Timme Hoyng
Rob Derikx
- Sturm
Jeroen Hertzberger
Matthijs Brouwer
Rogier Hofman
Ronald Brouwer
Rob Reckers
Roderick Weusthof

Frauen (Gold )
- Tor
Floortje Engels
Lisanne de Roever
- Abwehr
Maartje Paumen
Minke Booij
Sophie Polkamp
Eva de Goede
Janneke Schopman
- Mittelfeld
Maartje Goderie
Minke Smabers
Wieke Dijkstra
Miek van Geenhuizen
Eefke Mulder
- Sturm
Naomi van As
Marilyn Agliotti
Ellen Hoog
Lidewij Welten
Kelly Jonker
Fatima Moreira de Melo

## Judo
- Edith Bosch
Frauen, bis 70 kg
- Dex Elmont
Männer, bis 66 kg
- Guillaume Elmont
Männer, bis 81 kg
- Deborah Gravenstijn
Frauen, bis 57 kg
- Henk Grol
Männer, bis 100 kg
- Ruben Houkes
Männer, bis 60 kg
- Mark Huizinga
Männer, bis 90 kg
- Carola Uilenhoed
Frauen, über 78 kg
- Dennis van der Geest
Männer, über 100 kg
- Elisabeth Willeboordse
Frauen, bis 63 kg

## Kanu
- Robert Bouten
Männer, Einer-Kajak (Wildwasser)
- Ariane Herde
Frauen, Einer-Kajak (Wildwasser)

## Leichtathletik
- Rens Blom
- Miranda Boonstra
- Caimin Douglas
- Yvonne Hak
- Maarten Heisen
- Guus Hoogmoed
- Laurien Hoos
- Jolanda Keizer
- Hilda Kibet
- Lornah Kiplagat
- Robert Lathouwers
- Kamiel Maase
- Eugene Martineau
- Gregory Sedoc
- Rutger Smith
- Bram Som
- Virgil Spier
- Marcel van der Westen
- Patrick van Luijk
- Yvonne Wisse

## Radsport
- Chantal Beltman
- Theo Bos
- Bart Brentjens
- Regina Bruins
- Stef Clement
- Thomas Dekker
- Robert de Wilde
- Robert Gesink
- Levi Heimans
- Yvonne Hijgenaar
- Jenning Huizenga
- Willy Kanis
- Lieke Klaus
- Karsten Kroon
- Pim Ligthart
- Mirjam Melchers-van Poppel
- Jens Mouris
- Teun Mulder
- Peter Schep
- Robert Slippens
- Wim Stroetinga
- Laurens Ten Dam
- Niki Terpstra
- Rob van den Wildenberg
- Raymon van der Biezen
- Rudi van Houts
- Elsbeth van Rooij
- Tim Veldt
- Marianne Vos

## Reiten
- Adelinde Cornelissen
Dressur (Einzel und Mannschaft)
- Angelique Hoorn
Springreiten (Einzel und Mannschaft)
- Marc Houtzager
Springreiten (Einzel und Mannschaft)
- Tim Lips
Vielseitigkeit (Einzel)
- Hans Peter Minderhoud
Dressur (Einzel und Mannschaft)
- Imke Schellekens-Bartels
Dressur (Einzel und Mannschaft)
- Gerco Schroder
Springreiten (Einzel und Mannschaft)
- Leon Thijssen
Springreiten (Einzel und Mannschaft)
- Anky van Grunsven
Dressur (Einzel und Mannschaft)
- Vincent Voorn
Springreiten (Einzel und Mannschaft)

## Rudern
- Rogier Blink
- Geert Cirkel
- Annemiek de Haan
- Femke Dekker
- Nienke Dekkers
- Paul Drewers
- Jan-Willem Gabriëls
- Marshall Godschalk
- Arnoud Greidanus
- Sjoerd Hamburger
- Nienke Kingma
- Jozef Klaassen
- Meindert Klem
- David Kuiper
- Reinder Lubbers
- Roline Repelaer van Driel
- Olivier Siegelaar
- Sarah Siegelaar
- Diederik Simon
- Marlies Smulders
- Ivo Snijders
- Mitchel Steenman
- Helen Tanger
- Olaf van Andel
- Kirsten van der Kolk
- Gerard van der Linden
- Marit van Eupen
- Annemarieke van Rumpt
- Matthijs Vellenga
- Gijs Vermeulen
- Peter Vos
- Peter Wiersum
- Ester Workel

## Schwimmen
- Linda Bank
- Saskia de Jonge
- Inge Dekker
- Nick Driebergen
- Chantal Groot
- Femke Heemskerk
- Ranomi Kromowidjojo
- Robert Lijesen
- Hinkelien Schreuder
- Robin van Aggele
- Pieter van den Hoogenband
- Bianca van der Velden
- Sonja van der Velden
- Maarten van der Weijden (Gold )
- Edith van Dijk
- Manon van Rooijen
- Jolijn van Valkengoed
- Thijs van Valkengoed
- Bas van Velthoven
- Marleen Veldhuis
- Mitja Zastrow

## Segeln
- Lobke Berkhout
- Annemieke Bes
- Mitch Booth
- Casper Bouman
- Kalle Coster
- Sven Coster
- Marcelien de Koning
- Mandy Mulder
- Pim Nieuwenhuis
- Pieter-Jan Postma
- Rutger van Schaardenburg
- Merel Witteveen

## Taekwondo
- Dennis Bekkers

## Tischtennis
- Li Jiao
- Li Jie
- Jelena Timina

## Triathlon
- Sander Berk
- Lisa Mensink

## Turnen
- Suzanne Harmes
Frauen, Mehrkampf
- Epke Zonderland
Männer, Reck

## Volleyball

### Beachvolleyball
- Emiel Boersma
Männer
- Rebekka Kadijk
Frauen
- Merel Mooren
Frauen
- Reinder Nummerdor
Männer
- Bram Ronnes
Männer
- Richard Schuil
Männer

## Wasserball
Frauen (Gold )
- Tor
  - Meike de Nooy
  - Ilse van der Meijden
- Feld
  - Rianne Guichelaar
  - Simone Koot
  - Iefke van Belkum
  - Mieke Cabout
  - Yasemin Smit
  - Noeki Klein
  - Biurakn Hakhverdian
  - Daniëlle de Bruijn
  - Gilian van den Berg
  - Alette Sijbring
  - Marieke van den Ham